# Rio Doba
O Rio Doba é um rio da Romênia, afluente do Crişul Mic, localizado no distrito de Bihor.